# Da Geng
König Dà Gēng (chinesisch 大庚) oder Tài Gēng (chinesisch 太庚), in manchen Geschichtswerken fehlerhaft als Xiǎo Gēng (chinesisch 小庚) bezeichnet. Er war einer der Söhne des Königs Tai Jia und ein jüngerer Bruder des Königs Wo Ding.

## Leben
In den Aufzeichnungen des Großen Historikers wurde er von Sima Qian als sechster oder siebter König der Shang-Dynastie für 25 Jahre im 17. vorchristlichen Jahrhundert über China aufgeführt. Während seiner Ära war Bó Hauptstadt. Er regierte 25 Jahre lang (obwohl die Bambus-Annalen 5 Jahre behaupten), erhielt posthum den Namen Tai Geng und wurde von seinem Sohn Xiao Jia (小甲) abgelöst.
Orakelknocheninschriften, die in Yinxu ausgegraben wurden, berichten alternativ, dass er der fünfte Shang-König war, der seinem Onkel Bu Bing (卜丙) folgte, den posthumen Namen Da Geng (大庚) erhielt und von seinem Bruder Xiao Jia abgelöst wurde.